# La Rosière des halles
Pour plus de détails, voir Fiche technique et Distribution.
La Rosière des Halles est un film français réalisé par Jean de Limur, sorti en 1935.

## Synopsis
Célestine, jeune cuisinière de province, se rend à Paris. Dans le train, Victor, un élégant jeune homme, lui offre un repas dans la voiture-restaurant et lui donne son adresse. Célestine se rend chez ses nouveaux patrons, les Dunois dont le mari, Lucien, est auteur dramatique. Voulant recueillir les expressions populaires de Célestine, Lucien improvise une scène d'amour pour la faire parler avec ses mots. Rentrant chez elle, sa femme prend la scène au premier degré et accepte, par dépit, l'invitation d'un de ses soupirants, Victor (celui du train, coïncidence oblige). Piqué au vif à son tour, Lucien cherche vainement une femme pour l'accompagner où passe la soirée sa femme, afin de pouvoir vérifier son infidélité. Par défaut, il impose à Célestine de l'accompagner, faisant tout son possible pour lui donner une apparence et élégance dignes de ce milieu. Sur place, elle s'enivre et finit par se donner en spectacle, avant de s'écrouler dans le lit conjugal. C'est là que Renée la retrouve quand elle rentre à son tour. Excédée plus que jamais, elle demande le divorce, fait sa valise et se rend chez Victor, après avoir vivement congédier sa cuisinière. Celle-ci désemparée se souvient de l'amabilité de Victor et sonne chez lui afin qu'il l’héberge. Renée arrivant à son tour, Victor n'a que le temps de cacher Célestine dans sa chambre, mais son trouble amène à sa rapide découverte. La série de quiproquos, que le pauvre Lucien n'a pu anéantir, finit par se disloquer et l'honnêteté prévaloir à nouveau, comme le veut la règle du vaudeville.

## Fiche technique
- Titre français : La Rosière des Halles
- Réalisation : Jean de Limur
- Scénario : E. Raymond
- Dialogues : Jean de Letraz
- Décors : Guy de Gastyne
- Photographie : Ted Pahle et Henri Barreyre
- Musique : Vincent Scotto
- Montage : Jean Oser
- Directeur de la production : Max Glass
- Société de production : Flora-Film
- Pays d'origine :  France
- Format : Noir et blanc - Son mono - 1,37:1
- Genre : Comédie
- Durée : 100 minutes
- Dates de sortie : 
  - France : 11 octobre 1935